# 魔拳!カンフーチェン

『魔拳！カンフーチェン』（まけん カンフーチェン）は、1983年1月22日から同年3月26日まで日本テレビ系列で放送されていたテレビドラマである。よみうりテレビと東宝の共同製作。全10話。放送時間は毎週土曜 19時00分 - 19時30分（日本標準時）。
本稿では、1983年4月2日から同年9月3日まで同じ時間帯に放送されていた続編『激闘！カンフーチェン』（げきとう カンフーチェン）についても記述する。

## 概要
香港郊外で、聖天拳の師匠である父・大仁と日本人の母を持つ青年・チェンが、聖天拳を狙うサソリ団に両親を殺され、姉・秋芳も誘拐されたため母の故郷である日本にやってきて、叔父・天堂の下で修業に励む姿を描く。第10話でサソリ団は壊滅して、聖天拳の秘術により大仁が生き返る。
第11話からタイトルも『激闘！カンフーチェン』に改題。大仁に再修業を命ぜられたチェンは再度天堂の門下生となり、道場破りの拳法使い・叶拳児に挑む。闘いの中でチェンは叶の妹・由貴と親しくなるが、由貴は暴力団の抗争に巻き込まれて殺されてしまう。
最終回となる第19話と第20話は由貴の墓参りに訪れたチェンが、叶の実家に立ち退きを迫る暴力団と戦うストーリーであり、1983年4月18日から22日まで飯坂温泉でロケーションが行われた。
主演は、ジャパン・アクション・クラブの新鋭・高木淳也。助演は、さまざまな特撮ドラマに出演していた元子役の斉藤浩子（本作には斉藤ひろこ名義で出演）、『大戦隊ゴーグルファイブ』で桃園ミキ（ゴーグルピンク）を演じていた大川めぐみなど。主演の高木が歌うテーマソングが作られたが、主題歌としてではなく挿入歌に使われている。
過去、衛星波チャンネルでの再放送は行われておらず、映像ソフト化もされていない。

## キャスト
- チェン：高木淳也
- 姉・秋芳：斉藤ひろこ
- 父・大仁：藤巻潤
- 天堂：龍虎
- 天堂みどり：大川めぐみ
- サソリ団幹部・王李：八名信夫
- ナレーション：村越伊知郎、八代駿

以下は『激闘！カンフーチェン』からの登場人物。
- 叶拳児：岡本美登
- さよ：浅香光代

## スタッフ

### 魔拳！カンフーチェン
- 脚本：加瀬高之
- 監督：松森健　ほか
- 撮影：小泉健一郎
- 美術：栗山吉正
- 編集：大高勲
- 音楽：淡海悟郎
- アクション：ジャパン・アクション・クラブ
- アクションコーディネーター：斉藤和之（斉藤一之）
- 整音：T.E.S.S
- 現像：東京現像所
- スタジオ：東宝ビルト
- 協力プロデューサー：池渕剛治、羽川英次郎
- プロデューサー：福尾元夫（YTV）、黒田正司（東宝）
- 制作：よみうりテレビ、東宝

### 激闘！カンフーチェン
脚本担当と監督以外のメンバーについては上記と同様。
- 脚本：加瀬高之、今野覚
- 監督：石田勝心

## 放送日程
参考：『朝日新聞縮刷版』朝日新聞社、1983年1月22日 - 同年9月3日付のラジオ・テレビ欄。・『福島民報縮刷版』福島民報社、1983年1月22日 - 同年9月3日付のラジオ・テレビ欄。

### 魔拳!カンフーチェン
| 回 | 放送日 （1983年） | サブタイトル                 | ゲスト出演                                         |
| -- | ----------------- | ---------------------------- | -------------------------------------------------- |
| 1  | 1月22日           | 聖天拳の秘密                 |                                                    |
| 2  | 1月29日           | 香港から来た聖天拳           |                                                    |
| 3  | 2月5日            | 恐怖の秘縄術                 |                                                    |
| 4  | 2月12日           | 邪弦！必殺手裏剣             | 大谷淳（正則）、渡辺いずみ（桜）、渡辺ひろみ（菊） |
| 5  | 2月19日           | 妖術 幻猿拳                  | 大谷淳（正則）、渡辺いずみ（桜）、渡辺ひろみ（菊） |
| 6  | 2月26日           | 脱出！かまきり拳の罠         | 山田一善（大滝）                                   |
| 7  | 3月5日            | 対決！黒こうもり拳           | 高橋利道（風丸）                                   |
| 8  | 3月12日           | 呪い術！妖女と青竜剣         | 小川よりこ（幻容）                                 |
| 9  | 3月19日           | 血斗！さそり団の首領（ドン） | 長谷川弘（サソリ団首領）                           |
| 10 | 3月26日           | 激突！香港の聖天拳           |                                                    |

### 激闘!カンフーチェン
| 回 | 放送日 （1983年） | サブタイトル           | ゲスト出演                             |
| -- | ----------------- | ---------------------- | -------------------------------------- |
| 1  | 4月2日            | 強敵！新たなライバル   |                                        |
| 2  | 5月7日            | 恐怖のデスマッチ       |                                        |
| 3  | 5月14日           | ケンカ殺法！俺は先生   | 大野和浩（徹）、原京子（徹の母・康子） |
| 4  | 6月11日           | 修行！娘心と花と拳     |                                        |
| 5  | 7月9日            | 女難拳法！女はこわい   |                                        |
| 6  | 7月16日           | 死のゲーム！人間狩り   |                                        |
| 7  | 7月23日           | 負けるな!怖るべき罠    | 大島明美（叶由貴）、沖田駿一（村川）   |
| 8  | 7月30日           | さらば！俺の初恋       | 大島明美（叶由貴）、沖田駿一（村川）   |
| 9  | 8月6日            | 再会！恋人の故郷の斗い | 代志住正（飛田）                       |
| 10 | 9月3日            | 聖天拳！新たな旅立ち   |                                        |